# 후평초등학교 구계분교
후평초등학교 구계분교는 경상북도 의성군 단촌면에 있었던 초등학교 분교이다.

## 연혁
- 1967년 3월 8일 구계국민학교 설립 인가
- 1967년 4월 1일 구계국민학교 개교
- 1990년 3월 1일 후평국민학교 분교장 격하 편입
- 1996년 3월 1일 후평초등학교 구계분교 개편
- 1996년 3월 1일 폐교 및 후평초등학교 통폐합